# Inés Gorrochategui
Inés Gorrochategui (ur. 13 czerwca 1973 w Córdobie) – argentyńska tenisistka.
Znana głównie z osiągnięć w grze podwójnej, wygrała siedem zawodowych turniejów deblowych. 22 maja 1995 zajmowała dziewiąte miejsce w klasyfikacji deblistek. W rankingu indywidualnym najwyżej na dziewiętnastej pozycji, 17 października 1994.
Choć w zawodowych rozgrywkach ani razu nie zdobyła indywidualnego tytułu, w cyklu ITFu triumfowała aż siedmiokrotnie. Przegrała  finał w 1999 roku w Warszawie (z Torrens Valero), a także w Paryżu i Auckland.
Dwa lata wcześniej, w 1997 roku odniosła w Warszawie zwycięstwo w grze podwójnej, razem z Ruxandrą Dragomir. Był to jej ostatni triumf w grze podwójnej w całej karierze, choć potem zdołała jeszcze osiągnąć finał w Birmingham. Jedno z jej ważniejszych osiągnięć jako deblistki to finał wielkoszlemowego US Open w 1993 razem z Amandą Coetzer, przegrany w dwóch setach z Arantxą Sánchez Vicario i Heleną Sukovą.
Historia występów wielkoszlemowych Inés w grze pojedynczej obejmuje ćwierćfinał French Open w 1994 roku. Na drugim miejscu co do jej osiągnięć jest czwarta runda Wimbledonu rok później. W turniejach wielkoszlemowych zadebiutowała na French Open 1992. Po raz ostatni wystąpiła na US Open 1999, odpadając w pierwszej rundzie.
Reprezentantka kraju w Fed Cup.

## Finały juniorskich turniejów wielkoszlemowych

### Gra pojedyncza (1)
| Końcowy wynik | Rok  | Turniej     | Nawierzchnia | Przeciwniczka  | Wynik finału  |
| Finalistka    | 1991 | French Open | Ceglana      | Anna Smasznowa | 6:2, 5:7, 1:6 |

### Gra podwójna (1)
| Końcowy wynik | Rok  | Turniej     | Nawierzchnia | Partnerka | Przeciwniczki                 | Wynik finału |
| Zwyciężczyni  | 1991 | French Open | Ceglana      | Eva Bes   | Zdeňka Málková Eva Martincová | 6:1, 6:3     |